# Atemptat d'Enpetrol
|  | Aquest article tracta sobre l'atemptat d'ETA de 1987. Si cerqueu l'atac posterior dels GRAPO de l'any 1990 a l'actual Repsol, vegeu «Atemptat de Repsol». |

L'atemptat d'Enpetrol va ser un atemptat sense víctimes mortals que es va perpetrar la matinada del 12 de juny de 1987 contra la refineria que l'empresa Enpetrol (actual Repsol) tenia ubicada al Morell (Tarragona). Es van produir dues explosions simultànies com a resultat de dues bombes col·locades al llarg d'un feix de canonades de l'oleoducte del Complex Petroquímic, que travessava el terme municipal de Tarragona. Es va atribuir a l'organització armada ETA (que va reivindicar posteriorment l'acte) i va formar part d'una campanya d'atacs a la zona costanera catalana.
L'acció terrorista, que es va produir minuts després de mitjanit, va agafar per sorpresa als habitants dels municipis adjacents a la zona industrial. El desconeixement de la magnitud dels fets, unit a la violència de les flames, va provocar la fugida de fins a 20.000 ciutadans de la capital del Tarragonès camp a través o per l'Autovia de la Mediterrània que transcorre al costat del municipi. Per altra banda, va suposar un punt d'inflexió en la relació entre la població dels municipis propers i la indústria petroquímica —que s'havia establert dues dècades abans a la zona. La ciutadania, que es va congregar en multitudinàries protestes inèdites a Tarragona, va exercir una pressió que va resultar en un esforç institucional i privat per a enfortir el nivell de seguretat de les instal·lacions i, en general, del territori limítrof.

## Context terrorista al territori
La situació terrorista des de l'inici de la dècada dels 80 havia estat marcada per l'activitat de diverses organitzacions armades com els GAL, Terra Lliure, els GRAPO o ETA en un període polític difús posterior a la transició democràtica espanyola.
Pel que fa al grup basc, la situació bèl·lica s'havia agreujat per a forçar les negociacions amb el govern espanyol, i els atemptats massius i indiscriminats cap a la ciutadania es van constituir com a precedent dins el rang de violència que l'organització havia mostrat fins aquell llavors. Mentre que l'any 1980 s'havien donat períodes de fins a un mort cada 60 hores, la xifra es va reduir els anys posteriors, però no la tensió política. El 1986 van ser 39 les víctimes d'ETA —la majoria guàrdies civils— i el 1987, 53 (gran part d'elles civils), 8 de les quals comptabilitzades abans de l'atemptat d'Enpetrol.
A Catalunya, el 1986 s'havia constituït una facció d'ETA anomenada Comando Barcelona, la qual es va considerar fins a la dissolució de la banda terrorista un dels comandaments més actius i el responsable de l'atemptat més mortífer de tots els perpetrats per l'organització, l'Atemptat de l'Hipercor de Barcelona. Va ser necessari desmantellar-la fins a 6 vegades, la primera d'elles el mateix 1987.
El modus operandi d'aquesta ramificació s'havia basat fins llavors en la utilització de cotxes bomba i amonal (una substància explosiva) per atemptar contra els carrers barcelonins. Així mateix, els precedents més directes als fets d'Enpetrol havien estat l'assassinat d'un guàrdia civil al Port de Barcelona el 27 de març amb la mateixa tàctica i la decomissació, 3 dies abans de l'escomessa al conjunt petroquímic, de 120 quilograms d'amonal i altres eines i aparells per a realitzar atemptats en una àrea de servei de l'AP-7, al municipi de Castellbisbal. Fonts oficials van revelar que amb aquests explosius es podrien haver fabricat fins a 6 cotxes bomba i que la intenció del grup era projectar diversos atacs al litoral català durant el mes de juliol.
Pel que fa a atacs terroristes contra instal·lacions petrolíferes o gasístiques en l'àmbit espanyol, fins al 1987 se n'havien comptabilitzat 3 antecedents. El febrer de 1978 el MPAIAC va col·locar dues bombes de goma-2 en unes instal·lacions de CEPSA a Santa Cruz de Tenerife, mentre que quatre anys més tard, el setembre de 1982, va ser un atac simultani entre ETA i Terra Lliure en una terminal de CAMPSA a Badalona el que es va registrar com a primer atemptat d'aquestes característiques en territori català. El grup armat basc va tornar a la càrrega el desembre de 1984 contra un oleoducte militar de Calataiud, on es van fer explotar 4 càrregues de goma-2.
Des de feia més de dos mesos diversos membres del Grup Operatiu Especial (GOE) de la IV Zona de la Guàrdia Civil estaven investigant l'estructura del Comando Barcelona. Malgrat que, segons les mateixes autoritats, hi havia forts indicis que la banda podia perpetuar un atac dies després de les Eleccions al Parlament Europeu del 10 de juny, no es van poder evitar les detonacions al cap de dos dies.
Aquest, però, no acabaria sent l'únic atac cap al complex industrial tarragoní. El setembre de 1990, els GRAPO tornarien a atemptar a 150 metres d'on ho havia fet ETA tres anys abans i contra la mateixa empresa (per aquell moment rebatejada com a Repsol), pel que es coneix com l'Atemptat de Repsol. La metodologia de l'acció va ser força similar a la de 1987, però les conseqüències van ser considerablement menors gràcies a les mesures de seguretat preses arran dels primers fets.

## Fets
L'atemptat va produir-se a les 00.31 de la nit, a través de dues bombes de rellotgeria formades per 54 quilograms d'amonal totals col·locades en un rack (feix de distribució de canonades per al transport de líquids i gasos) de 22 conductes i d'una extensió de 14 quilòmetres que unia el Port de Tarragona amb la refineria. Concretament, l'atac es va realitzar en un punt d'operació de tot aquest paquet de canalitzacions que comunicava el pantalà de càrrega marítima de productes amb les instal·lacions de la refineria; a 4 quilòmetres de les instal·lacions marítimes i a 10 de la refineria, el que correspon al Polígon Sud del Complex Petroquímic.
El primer artefacte explosiu tenia un sol detonador i estava conformat per 3 càrregues d'aquesta substància separades a una distància de 9 metres entre elles, el que suposaven uns 16 o 18 quilograms d'amonal. Es va col·locar en un pont en forma d'u invertida; aquestes estructures logístiques ubicades al llarg de l'oleoducte permetien la dilatació o contracció de les canalitzacions a conseqüència dels canvis de temperatura. Al costat de la zona de l'explosió s'hi trobaven diversos dipòsits de gas i butà. Com a resultat d'aquesta deflagració, 400 metres de canonades van quedar totalment destruïts, concretament els situats vora l'autovia Tarragona-Salou i la línia fèrria Tarragona-València. Totes dues vies van quedar tallades al trànsit. A més a més, 10 quilòmetres del rack van patir danys.
La segona bomba, sense metralla i que va explotar simultàniament a la primera, no va donar lloc a cap incendi; va provocar una lleugera fuga i afectacions en l'estructura metàl·lica d'un dels tubs, a part de danys menors en la protecció antitèrmica del rack. Estava a 2,5 quilòmetres de la primera, sota una canonada de combustible per a vaixells.
A partir del moment de la detonació, es van alliberar més 10.000 metres cúbics de líquids i gasos inflamables, entre els quals 1.800 tones de cru, 1.100 tones de fueloil i 50 de naftalina. A més a més, es va donar l'escapament de substàncies com etilè, propilè, gas liquat i gasolines. Aquests components van provocar un incendi amb flames de fins a 50 metres d'alçada —l'equivalent a un bloc de més de 15 pisos—, que van poder ser albirades a una distància de 20 quilòmetres i van provocar el pànic de la població dels municipis més propers.
A partir d'aquell moment es va activar el Pla d'Emergència Exterior del Sector Químic de Tarragona (PLASEQTA), en el marc d'actuació i coordinació dels serveis de bombers, Protecció Civil, Policia Nacional i Guàrdia Civil. Això no obstant, malgrat que aquest dispositiu d'emergències estava redactat des del mes d'abril del mateix any, en el moment del sinistre el procés d'implantació es trobava en una etapa molt prematura, la qual cosa va dificultar notablement la seva aplicació.
Els primers serveis de socors que van acudir al lloc dels fets van ser els bombers de Tarragona i els bombers privats d'Enpetrol, que van intentar succionar el flux de productes vessats a través dels tubs danyats. També van protegir de les radiacions de calor els edificis i instal·lacions més propers. Durant les hores immediates a la deflagració, els esforços es van centrar a impedir que el foc es propagués als magatzems perifèrics al rack, concretament a uns dipòsits de 20.000 tones de propilè cadascun que la multinacional química BASF tenia ubicats a escassos metres de la zona crítica de l'atac. Afortunadament, gràcies al fet que el vent no bufava amb intensitat i que l'ona expansiva de l'explosió havia estat arran de terra, es va evitar una catàstrofe de dimensions molt més greus.
La mateixa matinada de l'atemptat es va activar també el Pacte d'Ajuda Mútua (PAM), constituït el 1978 i que tenia com a finalitat sumar esforços de tots els cossos de seguretat de les empreses del Complex Petroquímic en cas de risc per possibles accidents. També es van posar a disposició de l'empresa efectius dels parcs públics de bombers de Cambrils, Reus, Valls, el Vendrell, Móra d'Ebre, Sant Feliu de Llobregat, Tortosa, Amposta, Vilanova i la Geltrú, Martorell, Vilafranca del Penedès, l'Hospitalet de Llobregat, Sabadell, Cerdanyola del Vallès, Balaguer, Lleida, Tàrrega, Bellaterra i Cervera, repartits entre 27 dotacions mòbils. Segons el Govern Civil, es van mobilitzar un total de 400 agents.
La virulència del foc va quedar controlada a les 06.10 hores del mateix 12 de juny. Es van aïllar tots els punts d'emergència i bloquejar totes les vàlvules del rack, i el dia 13 es van realitzar dues purgues; un procés consistent en injectar nitrogen procedent de l'empresa veïna Messer a les canonades per arrossegar els gasos restants a l'interior. La primera es va executar a les 12.00 hores i la segona a mitja tarda. Això va provocar una revifada del foc per una pressió excessiva de nitrogen, i alhora va desencadenar una major sortida de gasos i líquids (amb la seva conseqüent combustió).
La situació anterior, unida a complicacions meteorològiques, va dur al fet que el dia 16 es publiqués un comunicat d'alerta en què s'afirmava que l'extinció total no es donaria per acabada en els terminis previstos i s'allargaria força jornades més. Aquest avís, emès per un comitè format per l'alcalde de Tarragona, el delegat del govern de la Generalitat, el director d'Enpetrol i un representant del Govern Civil informava de la situació del rack, que seguia cremant de manera reduïda i controlada. La metodologia que es va seguir —i va perdurar fins al final de l'incendi— va ser deixar cremar els gasos escapats i mantenir les flames, mentre que, paral·lelament, es va procedir a refrigerar totes les conduccions amb espuma a pressió. Nogensmenys, en certs moments es va haver de sufocar la intensitat de les flames per la força del vent, el que va provocar un retard en el consum dels combustibles i la corresponent extinció definitiva, que va finalitzar al cap de 22 dies del sinistre.

## Reaccions i autoria

### Primeres reaccions i fugida de la població
Pel que fa a la primera presa de contacte amb la zona afectada, segons la versió d'Enpetrol els tècnics de l'empresa van presentar-se al lloc dels fets transcorreguts 15 minuts de les explosions, i es va posar en marxa el protocol d'emergència al cap de 20 minuts després de l'atemptat. A través del comunicat que va fer públic el grup petrolier, s'assegurava que els serveis de seguretat privada d'Enpetrol es van mobilitzar ràpidament per a començar a sufocar el foc de la refineria i que van intentar, sense èxit, contactar amb Protecció Civil del Morell, terme municipal en què es trobava la fàbrica de l'empresa. Per contra, diverses institucions com l'ajuntament de Tarragona, les forces de seguretat estatals i les associacions veïnals van rebatre aquestes declaracions, i van criticar durament l'actuació de la directiva d'Enpetrol, a la que van acusar de tardar més d'una hora a personar-se a les instal·lacions i de no facilitar cap informació sobre la naturalesa dels gasos escapats. En aquell moment, el director del complex, Lluís Armet Obach (i que una dècada abans havia estat responsable de la construcció del mateix) es trobava viatjant en tren cap a Madrid i va haver de precipitar la seva tornada a Tarragona.
L'ajuntament de Tarragona en concret, representat per l'alcalde Josep Maria Recasens, va exigir una investigació per a depurar totes les responsabilitats d'Enpetrol. En paraules del batlle, «el que va fallar no va ser el PLASEQTA, sinó els responsables de l'empresa».
L'explosió va provocar un estat de pànic sobre la ciutadania de les poblacions més properes. L'episodi més crític es va donar a la Universitat Laboral de Tarragona (actual Complex Educatiu de Tarragona), molt pròxima al lloc de l'atac, i on es va produir la fugida precipitada d'uns 700 alumnes interns, que van marxar espaordits per l'autovia i la platja en direcció a la Pineda, nucli habitat més proper. Cap a les 3 de la matinada serien reallotjats en hotels i en la ciutat residencial del municipi.
En general, es calcula que uns 20.000 tarragonins van fugir aquella nit —en cotxe o a peu— atemorits per la dimensió de la situació. Molts d'ells van trobar com a destí l'Hospital Universitari Joan XXIII de Tarragona, on van acampar aquella nit. Altres van provar de marxar amb els seus vehicles a través de l'autovia i de l'N-340, la qual acabaria quedant col·lapsada, així com moltes altres vies en direcció a l'Alt Camp i al Baix Camp. La ciutat de Valls va quedar col·lapsada a les 01.15 hores, mentre que a Alcover hi van arribar 500 vehicles i es va ordenar l'obertura dels bars per a acollir els desplaçats. Reus, per la seva part, també veuria com les seves vies acabarien amb fortes retencions.
| Distribució percentual del vehicle de fugida de la població                   |
|                                                                               |
| Font: Departament d'Història i Geografia, Universitat Rovira i Virgili (1992) |

### Atribució dels fets
Malgrat que el Governador Civil, Vicente Valero, no ho va admetre fins a mitja tarda del dia 12, al llarg del dia va ser perceptible la disparitat de criteris entre l'esmentat càrrec i el delegat de la Generalitat a la ciutat, Josep Maldonado. L'existència i el coneixement per part de la Guàrdia Civil (des de primera hora de la tarda) de les restes de ferralla de la segona bomba permetien afirmar que l'incendi havia estat un atemptat. Aquella mateixa tarda, el representant del govern català explicava les particularitats dels fets sense accedir a reconèixer l'autoria terrorista, i el llavors Ministeri de Cultura i Portaveu del Govern espanyols Javier Solana exposava els ferms indicis que les explosions haguessin estat produïdes per un artefacte. Finalment, va ser el mateix Valero qui va explicar que havia estat conseqüència d'una bomba.
El mateix dia 12 a les 15.30 hores es van realitzar tres trucades a tres emissores de ràdio de la localitat (Ràdio Mar, Radiocadena Española i Ràdio Cadena Catalana) que reivinidicaven l'autoria de l'incendi en nom d'«Euskadi ta Askatasuna-Fuerza de Euskadi en Cataluña». La veu que va trucar, que es va identificar com a portaveu de la banda i era coneixedora de la composició de les bombes, estava modificada i enregistrada en una cinta. No obstant això, en un primer moment es va acollir aquesta atribució amb certes reserves, com va manifestar Valero en primera instància, ja que el mitjà de comunicació d'ETA acostumava a ser la premsa basca i no pas els mitjans locals del lloc dels fets. La metodologia de l'atac, a més, tampoc era la comuna de l'organització.
Dos dies després, aquestes reticències van quedar completament dissipades un cop la banda armada va enviar diversos comunicats als mitjans de comunicació del País Basc, en els que es ratificava el comando barceloní com a responsable. L'atemptat al rack passava, doncs, a ser oficialment considerat el primer d'ETA a Tarragona i el segon en una instal·lació industrial a Catalunya.
El secretari general de Seguretat de l'Estat, Rafael Vera, va afirmar dies després que tenia informació sobre la possibilitat que es pogués cometre un atemptat de les dimensions i característiques del d'Enpetrol. A despit de reconèixer la seva elevada complexitat logística, que revelava un salt endavant quant a l'actuació d'ETA (respecte a la magnitud d'operació dels cotxes bomba) i que posava de manifest un estudi minuciós de la xarxa del complex, Vera va jutjar d'excessiu el fet de qualificar de «perfecte execució» l'atac del grup armat.
El 5 de setembre del mateix any serien detinguts al carrer Mallorca de Barcelona els dos membres del comando i autors materials dels fets, Domingo Troitiño i Josefa Mercedes Ernaga. Autors també d'altres crims com el de l'atac a l'Hipercor, van ser condemnats a 794 i 936 anys de presó respectivament, 15 dels quals atribuïts a l'atemptat d'Enpetrol. El novembre de 2013, però, com a resultat de la derogació de la Doctrina Parot espanyola per instància del Tribunal Europeu de Drets Humans, es va decretar la llibertat condicional de Troitiño de la presó de Teixeiro, juntament amb 8 etarres més. Ernaga, per la seva part, va ser posada en llibertat pel mateix motiu un any després, el desembre de 2014, i després de 27 anys tancada a la presó de Jaén.

### Protestes veïnals i mediambientals

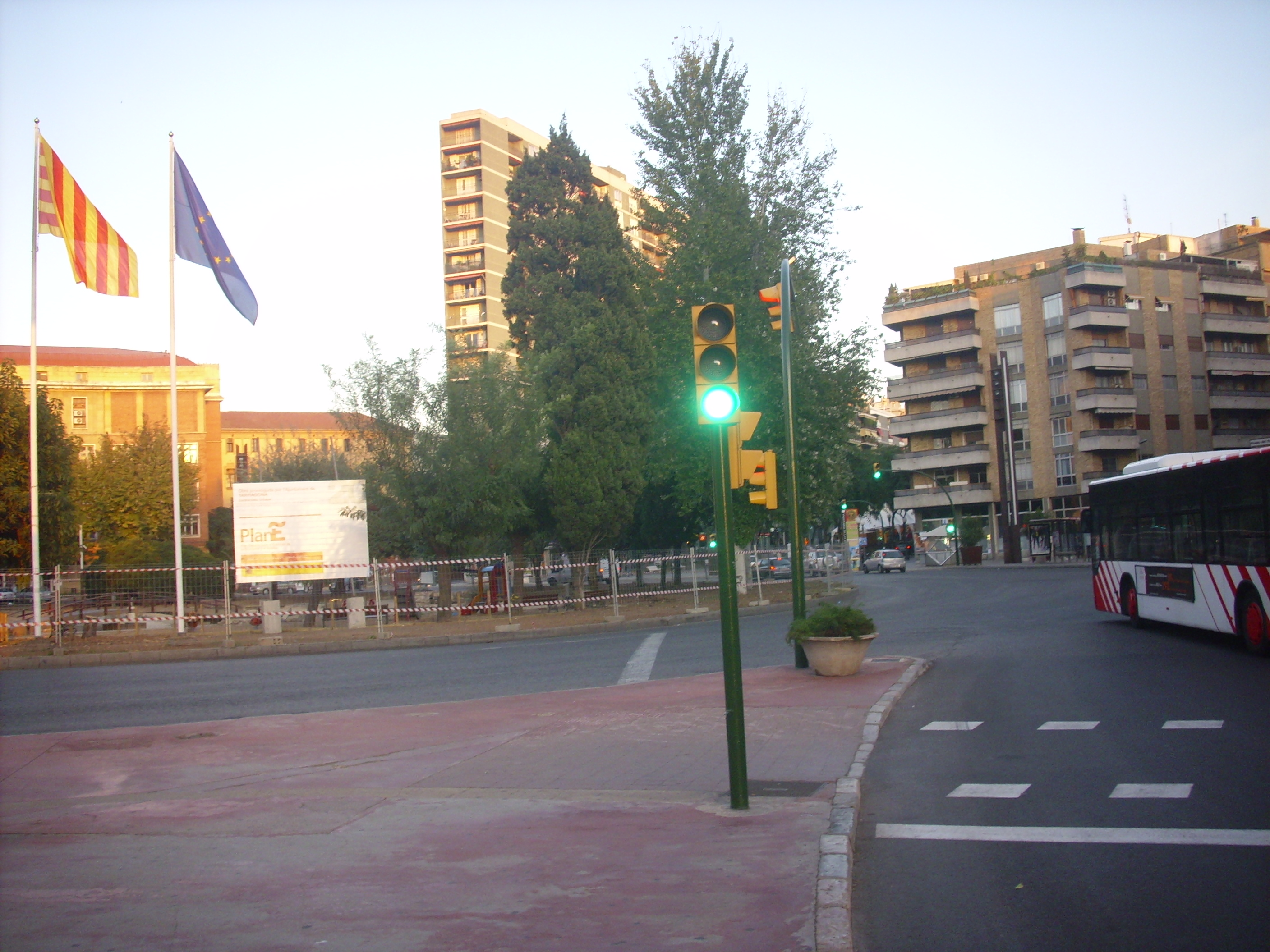
Plaça Imperial Tàrraco, espai en què es van concentrar bona part de les protestes veïnals.

Les primeres reaccions de condemna i protesta pel que havia succeït es van produir a última hora de la tarda del dia 12. Unes 500 persones es van concentrar davant la seu del Govern Civil de la ciutat per posar de manifest el seu desconentament per la tardança a l'hora de rebre informació sobre els fets, així com el seu desacord pel que consideraven una falta de seguretat del pla d'emergència. Instants després d'haver començat la manifestació, es va formar una cadena humana que va donar gairebé la volta a la plaça de la Imperial Tàrraco, motiu pel qual va haver de ser tallada al trànsit de vehicles. Posteriorment, els manifestants es van tornar a concentrar exigint la dimissió de Vicente Valero, i a través de la Federació d'Associacions de Veïns van exhibir pancartes i sol·licitar el desmantellament de les indústries petroquímiques. Comissions Obreres, per la seva part, va reclamar una revisió de les instal·lacions i informació pública sobre les activitats i els productes realitzats pel sector.
Aquell mateix vespre, una comissió de manifestants es va poder reunir amb el titular de la institució, la qual va fer arribar personalment els comunicats i el malestar general de la població. En un primer moment, van rebre'ls el secretari general de Govern Civil i el cap provincial de Protecció Civil, però els manifestants van declinar dissoldre la protesta fins que el governador civil fes acte de presència. Valero, finalment, va comparèixer justificant que al cap de deu minuts de l'atemptat ja coneixia de l'absència de gasos tòxics, pel que va considerar que no hi havia risc i no va donar l'alerta a la ciutadania. Després de les explicacions i de comprometre's a incloure les entitats veïnals en el PLASEQTA, la manifestació es va autodissoldre vora les 22.00 hores.
L'ajuntament de la ciutat va convocar el dia 17 una gran manifestació pel dilluns 19 de juny, una setmana després de l'atemptat i amb motiu de condemna pel mateix. Recasens va convidar a tots els partits polítics excepte els que havien donat suport a Herri Batasuna les passades eleccions, cosa que va suposar la presència d'AP, CiU, CDS, ENE, ERC, PCC, PSC i PSUC. Institucionalment també van fer acte de presència el Sindicat de Químiques de Comissions Obreres, UGT i Unió Sindical Obrera, així com més de 100 entitats cíviques i representants de comitès d'empresa d'Enpetrol d'arreu d'Espanya. En total, la protesta, que va començar a les 20.00 hores a la plaça de la Font i va recórrer els principals carrers de la ciutat fins a prendre com a destí la Plaça Imperial, va concentrar unes 10.000 persones davant el Govern Civil a primera hora de la nit. Allà es van llegir manifests en contra del terrorisme.
No obstant això, la marxa no va concórrer sota un esperit unitari sinó que es va dividir en dos blocs. Va ser degut a les discrepàncies entre els convocants sobre la necessitat que la pancarta que obria la manifestació fes referència a la reclamació de major seguretat al complex petroquímic a part de condemnar l'atac terrorista. El primer grup, que va desfilar de la mà del socialista Recasens i el seu partit, els alcaldes de Valls i Constantí, diputats d'AP, militants del PSUC i responsables d'UGT i USO, proclamava una pancarta amb el lema «Terrorisme no». La segona comitiva, al seu torn, va marxar a 100 metres de la primera i va ser considerablement més multitudinària. Estava encapçalada pel convergent Josep Gomis i Martí — president en funcions de la Diputació de Tarragona — amb el seu partit, la Federació d'Associacions de Veïns, el PPC i sindicalistes de CCOO. En aquest cas, a la pancarta hi figurava «Terrorisme no, seguretat a les químiques sí». Amb relació a aquesta segona desfilada, la majoria de partits polítics van coincidir en criticar l'actitud de CiU, ja que entenien que era una matisació del seu «no» al terrorisme i una greu responsabilitat en tractar-se del partit de govern de la Generalitat.
Un cop reunits tots els participants a la Plaça Imperial, cadascun dels blocs de la marxa va llegir un manifest dirigit a l'opinió pública i de condemna vers l'atemptat: un per part de l'ajuntament i l'altre per la Federació d'Associacions de Veïns. Per acabar, l'escriptora tarragonina Olga Xirinacs va llegir una proclama — escrita per ella mateixa i una comissió dels partits polítics — que va ser fortament aplaudida per tots els presents:
| «                                                                         | L'atemptat s'ha dirigit al cor de la ciutat i ha posat en perill la vida de milers de ciutadans. Ha provocat la por i el terror entre nosaltres. I ha volgut també aprofitar-se del risc continuat que significa l'existència de la indústria química. | » |
| — Olga Xirinacs, Manifest a la Plaça Imperial Tàrraco, 20 de juny de 1987 | |   |

Pel que fa a l'apartat de medi ambient, fins a cinc grups ecologistes van mostrar aquells dies el seu rebuig pel que consideraven un alt grau de perillositat de la ciutat, i pel que creien un descontrol de l'escapament de gasos tòxics. Van recordar que les indústries del voltant produïen una gran quantitat i varietat de productes explosius, inflamables i tòxics dels quals no se'n vetllava prou les possibles fugues i efectes adversos; van destacar la manca d'informació sobre l'índex d'hidrocarburs a l'ambient, la progressiva salinització i la pèrdua d'aigua dels aqüífers de la zona. En aquest mateix sentit, l'alcalde Recasens va mostrar la seva disconformitat amb la Llei de Règim Local, a la qual va atribuir capacitat sancionadora però no de potestat decisòria en matèria de seguretat. Va criticar que aquesta darrera competència fos exclusiva de la Generalitat, al·legacions que van ser respostes pel delegat del govern català a Tarragona. Aquest últim va justificar, però, que les competències de medi ambient quant a poder sancionador i fiscalitzador eren les mateixes per ajuntaments que per la Generalitat.

## Conseqüències

### Danys civils
Pel que fa al capítol humà no hi va haver cap mort a conseqüència de l'atemptat. Amb tot, dos bombers van resultar ferits de caràcter lleu fruit de la caiguda d'un pal del fil telefònic. Un d'ells va haver de ser traslladat a l'hospital per cremades de poca consideració, mentre que l'altre no va requerir cap trasllat hospitalari.
Durant les primeres hores després del sinistre es van reportar diversos casos de desmais i vòmits entre els ciutadans que van fugir massivament de la ciutat a peu i camp a través.

### Danys materials i pèrdues econòmiques
Com a conseqüència de l'atemptat, el complex —productor del 60% del total nacional del sector— va quedar pràcticament inutilitzat de manera temporal. El 90% de les empreses va haver d'aturar les seves activitats a causa de la manca de subministrament. Aquelles que van quedar paralitzades des de la mateixa nit de l'accident van ser les que rebien etilè i propilè directament d'Enpetrol: Dow Chemical Company, Taqsa, Nueva Alcudia i Aiscondel. De manera parcial, per la seva banda, van seguir en marxa Butano, Campsa, BASF i Hoech. L'incendi també va provocar la destrucció de la planta de Reybon, ubicada a tan sols 25 metres del centre del foc.
En un primer moment Juan Sancho Rof, president d'Enpetrol, va xifrar les pèrdues de l'empresa (sense comptar aquelles ocasionades a les indústries veïnes) en uns mil milions de pessetes (6 milions d'euros). Tot i així, Lluís Armet elevaria dies després aquest guarisme fins als 1.500 milions, el desglossament dels quals eren 750 per danys directes de les explosions, serveis de bombers i neteja de les canonades, i els altres 750 per pèrdues d'explotació derivades de la parada de producció. L'abonament de la quantitat per afectacions directes va ser indemnitzada pel Consorci de Compensació d'Assegurances, l'organisme estatal que indemnitza els perjudicis produïts en sinistres que es consideren catastròfics.
Les infraestructures de transport més properes a la zona atemptada van patir talls i afectacions. Mentre que l'autovia Tarragona-Salou va quedar tancada al trànsit diversos dies, la línia de serveis regionals de tren Barcelona-València propera al complex petroquímic va patir una parada inicial i posteriors talls parcials, en els que per la zona sinistrada el pas de combois s'efectuava en màquines dièsel en comptes d'elèctriques. El tram corresponent del servei de passatgers va habilitar-se mitjançant autobusos llançadora durant les tasques de reparació de la catenària. Renfe va preveure la construcció d'una circumval·lació a fi d'unificar alternativament la circulació de trens en ambdues vies que travessaven la zona industrial, la qual cosa evitaria una aturada del servei en cas de noves emergències.

### Mesures legislatives i de seguretat
La seqüela més directe de l'atemptat amb relació a la seguretat de la indústria química va ser el bastiment d'un tancat amb control de vigilància permanent al llarg dels 14 quilòmetres del rack, des de la refineria fins al pantalà d'Enpetrol. El Ministeri de l'Interior també va incrementar substancialment les dotacions policials i de guàrdies civils adscrits a Catalunya en el que es va conèixer com a "Operación Verano", i que com era habitual des dels primers anys de la implantació d'ETA a territori català, es basava a reforçar gradualment el nombre d'agents en les zones costaneres.
Quant a les mesures legislatives, el PLASEQTA es va ampliar per a incloure una comissió permanent de tècnics a fi d'assegurar una actuació immediata enfront qualsevol esdeveniment o incident dins el cinturó industrial de la demarcació. Conjuntament a aquesta mesura, es va acordar el nomenament d'un responsable de Protecció Civil per a cada barri o entitat de població adjacent al complex petroquímic. El Govern espanyol, per la seva part, va accelerar els tràmits per aprovar un decret sobre la prevenció d'accidents industrials d'alt risc. En aquell moment va suposar la primera resolució d'un buit legal en aquest aspecte; seria el precedent de la Directiva Seveso a Espanya, la qual ja s'estava aplicant en el marc europeu des de l'any 1982 i obligava a les indústries que treballaven amb substàncies altament tòxiques a informar exhaustivament a les autoritats sobre els productes manipulats.